# Clive
Clive és una població dels Estats Units a l'estat d'Iowa. Segons el cens del 2006 tenia 14.062 habitants.

## Demografia
Segons el cens del 2000, Clive tenia 12.855 habitants, 4.752 habitatges, i 3.630 famílies. La densitat de població era de 686,5 habitants per km².
Dels 4.752 habitatges en un 41,9% hi vivien nens de menys de 18 anys, en un 68,9% hi vivien parelles casades, en un 5,5% dones solteres, i en un 23,6% no eren unitats familiars. En el 18,2% dels habitatges hi vivien persones soles el 2,8% de les quals corresponia a persones de 65 anys o més que vivien soles. El nombre mitjà de persones vivint en cada habitatge era de 2,7 i el nombre mitjà de persones que vivien en cada família era de 3,12.
Per edats la població es repartia de la següent manera: un 29,5% tenia menys de 18 anys, un 6,1% entre 18 i 24, un 32,9% entre 25 i 44, un 26% de 45 a 60 i un 5,6% 65 anys o més.
L'edat mediana era de 35 anys. Per cada 100 dones de 18 o més anys hi havia 96 homes.
La renda mediana per habitatge era de 74.127 $ i la renda mediana per família de 90.863 $. Els homes tenien una renda mediana de 59.444 $ mentre que les dones 34.533 $. La renda per capita de la població era de 40.053 $. Entorn de l'1,6% de les famílies i el 3,5% de la població estaven per davall del llindar de pobresa.

## Poblacions més properes
El següent diagrama mostra les poblacions més properes.